# Temisto (luna)
Temisto (grško Θεμιστώ: Temistó) je Jupitrov naravni satelit (luna). Okoli Jupitra kroži med Amaltejino skupino in Galilejevimi sateliti. Obravnava se kot samostojna skupina, v kateri je samo en satelit. Giblje se v smeri Jupitrovega vrtenja.
Luno sta odkrila Charles T. Kowal in Elizabeth Roemer 30. septembra 1975 . Dobila je začasno oznako S/1975 J 1. O njeni tirnici je bilo zelo malo znanega, zato so jo »izgubili«. V letu 2000 so jo kot nov satelit odkrili Scott S. Sheppard, David C. Jewitt, Yanga R. Fernández in Eugene A. Magnier . Dobila je tudi novo začasno oznako S/2000 J 1. Kmalu je bilo potrjeno, da je to ‘izgubljeni’ satelit iz leta 1975. Leta 2002 je dobila uradno ime po Temisto iz grške mitologije .
Njen navidezni sij je 21m.  